# Fernando Esteban
Fernando Esteban fou un músic espanyol del segle xv.
És autor d'una obra titulada Reglas de canto plano, e de contrapunto, e de canto de órgano, fechas e ordenades para información e declaración de los inorantes que por elles estudiar quisieren. En la portada d'aquesta obra ens diu que fou escrita el 1410, sent, per tant, un dels tractats més antics d'Espanya, i l'autor segueix en aquest les línies del seu mestre Ramón de Cacio, al que dedica molts elogis.
El manuscrit d'aquesta obra es troba en la Biblioteca provincial de Toledo.